# ابوحمیظه
ابوحمیظه شهری در بخش مرکزی شهرستان دشت آزادگان در استان خوزستان ایران است. مردم این شهر عرب و به زبان عربی سخن می‌گویند. مردم این شهر در زمان جنگ تحمیلی سختی‌های زیادی را تحمل کردند. ارتش عراق حدود ۹۸ نفر از شهر ابوحمیظه را به قتل رساند که ۵۰ نفر بعد از گذشت سالها هنوز از این افراد اثری پیدا نشده‌است، ابوحمیظه که به تازگی شهر شده‌است را ۹۵ درصد قبیله مزرعه تشکیل می‌دهد که شهروندان اصلی آنها از قدیم هستند و کسی غیر از مزرعه‌ها سخت می‌توانست آنجا زندگی کند چون ان زمان حیوانات وحشی و درنده اعم از خوک وحشی و گرگ و کفتار و حتی شیر وجود داشت ولی چون آنها صیادان ماهر و شجاع بودن دست و پنجه نرم نکردند. مردم ابوحمیظه از قدیم صاحب اسب‌های اصیل عربی نژاد صگلاوی که مختص آنها در منطقه بود که صاحبان آنها بیت حاج یارلله و فرزند ایشان حاج چاسب یارلله و بیت حاج احمد زیاره بودند که دو خانواده شیخ و بزرگ قبیله مزرعه هستند که نه تنها در ابوحمیظه بلکه در کل خوزستان و عراق و شبه جزیره عربی معروف بودند که داستان‌های زیادی از شجاعت و حناکت و فهیم بودن آنها گفته و روایت شده‌است. بیشتر مردم ابوحمیظه مردمی با سواد و درس خوانده هستند که در عرصه تحصیل کرده‌ها بیشترین امار در منطقه بعد از سوسنگرد را دارد.

## جمعیت
این شهر در دهستان حومه‌شرقی قرار دارد و براساس سرشماری مرکز آمار ایران در سال ۱۳۹۵، جمعیت آن ۵٬۵۰۶ نفر (۱۳۷۵خانوار) بوده‌است.